# Maro Reef

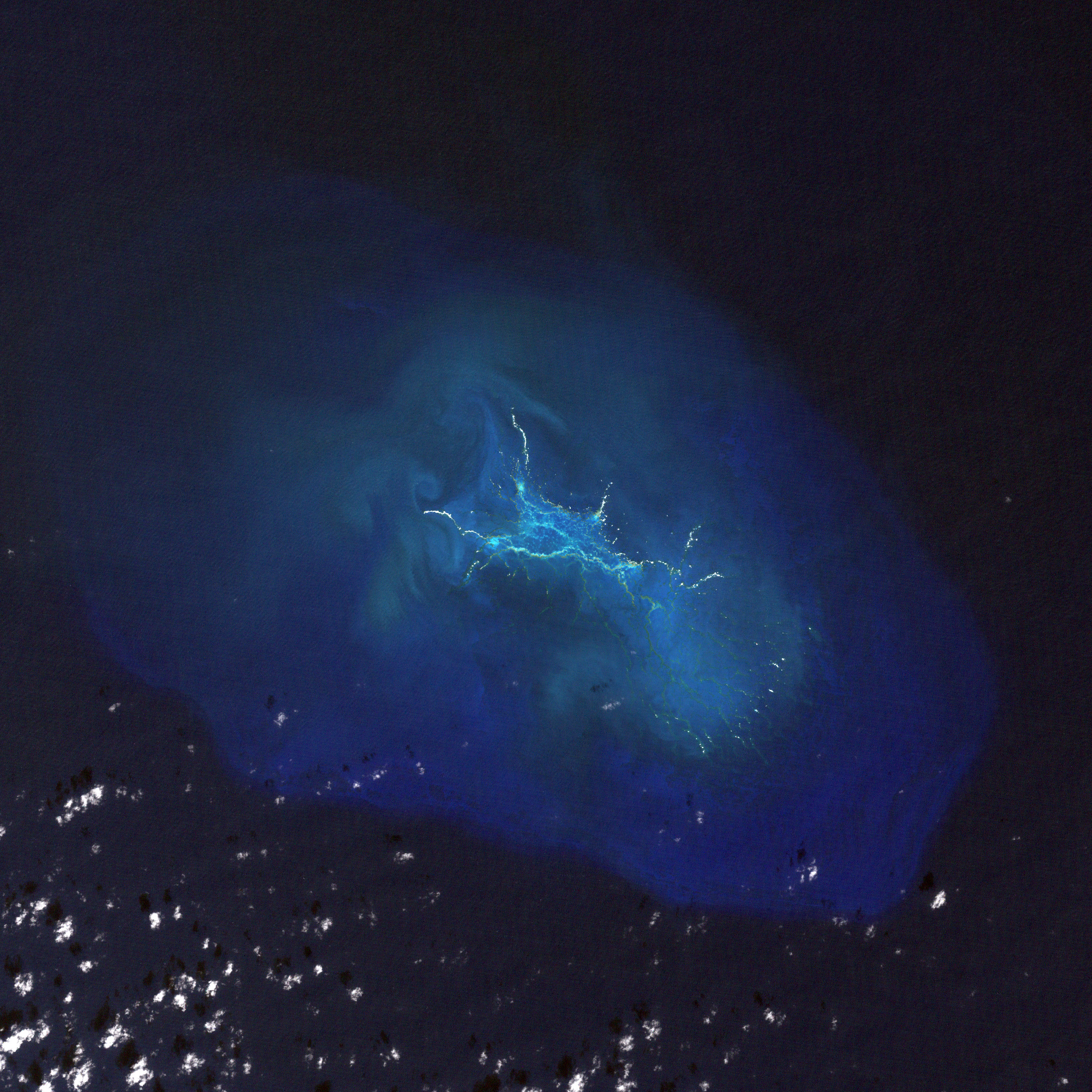
Satellitenbild von Maro Reef

Maro Reef oder Maro-Riff ist ein großes Korallenriff im nördlichen Pazifischen Ozean, das geografisch zu den nordwestlichen Hawaii-Inseln (engl.: Northwestern Hawaiʻian Islands oder Leeward Islands) gehört und politisch zu Hawaii, dem 50. Bundesstaat der Vereinigten Staaten.

## Geografie
Das Maro-Riff ist ein großes Korallenriff in der Kette der Hawaii-Inseln, die sich im nördlichen Pazifik über 2 400 km von Südost nach Nordwest ausdehnt. Es liegt zwischen den Gardner Pinnacles im Süden und der Insel Laysan im Norden. Die Basis ist eine untermeerische Bank von 1 550 km², der Überrest eines versunkenen Schildvulkans, die sich 57 km in ostwestlicher Richtung und 33 km in nordsüdlicher Richtung erstreckt. Das eigentliche Riff ist 22 km lang und 9 km breit und auch bei Ebbe überflutet.
Das Maro Reef ist, ähnlich wie die Neva Shoals, ein offenes Atoll, dem das klassische, umschließende Saumriff fehlt. Stattdessen zeigt es eine lineare und netzartige Riffstruktur. Die seichten, im Mittel 2 m tiefen Bereiche bestehen aus Fleckenriffen (patch reefs) und länglichen, strahlenförmig auslaufenden Strukturen, die als Sporn- und Rillenformationen (spur and groove formations) bezeichnet werden. Dazwischenliegende Kanäle können Tiefen bis zu 18 m aufweisen. Diese Art von Atoll ist nur aus dem Hawaii-Archipel bekannt. Das einzig sichtbare Land, möglicherweise der Überrest einer versunkenen Insel, besteht aus einigen Blöcken und Spitzen, die aber nur bei niedrigen Wasserständen hervortreten. Mit 1 508 km² ist sein potenzieller Lebensraum für riffbildende Korallen (in weniger als 100 m Tiefe) der zweitgrößte innerhalb der nordwestlichen Hawaii-Inseln.

## Fauna
Am Maro Reef ist eine außergewöhnlich zahlreiche und vielfältige Meeresfauna zu beobachten. Hier wurde mit 14 Prozent der Gesamtfläche die dichteste Korallenbedeckung im Bereich der nordwestlichen Hawaii-Inseln festgestellt. Nach einer Studie aus den 1980er Jahren beherbergt das Riff 21 Korallenarten. Es dominieren Steinkorallen (Scleractinia) der Gattung Porites, zum Beispiel Porites lobata oder Porites compressa. Weitere, häufig vorkommende Korallen gehören zu den Gattungen Montipora (z. B. Montipora capitata), Leptastrea (z. B. Leptastrea purpurea) und Acropora (z. B. Acropora cytherea). Neuere Studien aus dem Jahr 2001 erwähnen 37 Arten von Steinkorallen.
Mehrere Indikatoren deuten auf einen gesunden Korallenbestand hin, zum Beispiel: die dichte Korallenbedeckung, die Erholung von der Korallenbleiche, die geringe Verbreitung von Korallenkrankheiten, die Seltenheit von Dornenkronenseesternen und die hohe Ansiedlungsrate der Larven. Die Ansammlung von Meeresmüll aus externen Quellen ist jedoch problematisch.:2
Die Riffe sind Lebensraum für zahlreiche Fische, besonders häufig sind Falterfisch- und Doktorfischarten. Dickkopf-Stachelmakrelen (Caranx ignobilis) und Blauflossen-Makrelen (Caranx melampygus) sind Großfische in den offenen Gewässern zwischen den Riffstrukturen. Mehrere Haiarten kommen vor: Weißspitzen- und Graue Riffhaie sowie große Schwärme von Galapagoshaien. Mantarochen und Adlerrochen sind nicht selten. Mönchsrobben und Grüne Meeresschildkröten, ansonsten auf den Nordwestlichen Hawaii-Inseln häufig, kommen am Maro-Riff kaum vor, da Rastplätze sowie Strände zur Eiablage fehlen.

## Geschichte
Es ist anzunehmen, dass das Maro-Riff den Ureinwohnern Hawaiis bekannt war, denn es kommt in mehreren, mündlich tradierten Legenden und Gesängen vor. Obwohl keine archäologischen Indizien dafür bekannt sind, dürfte der Fischreichtum ein nachvollziehbarer Beweggrund gewesen sein, das Riff mit hochseetüchtigen Kanus anzusteuern.

### Entdeckung
Die Bark Maro aus Nantucket befand sich auf ihrer zweiten Reise vom 26. Oktober 1819 bis 10. Mai 1822 auf der Jagd nach Pottwalen im Pazifischen Ozean. Kapitän Allen war von den Schiffseignern angewiesen worden, von den „Sandwichinseln“ Westnordwest zu den neu erschlossenen Fanggebieten um die japanischen Inseln zu segeln. Nach einem Zwischenaufenthalt auf der Insel Oahu entdeckte Allen am 2. Juni 1820 die auf den Karten nicht verzeichneten Gardner Pinnacles und anschließend das Maro-Riff:

„Capt. Allen states that in lat. 25 3 N. and in lon. 167 40 W. he made an island; and in lat. 25 28 lon. 170 20 he discovered a very dangerous reef, neither of which are laid down in any of his charts. He gave the name of Gardner to the island, and the reef he called Maro, – after the owner and ships name. 
Kapitän Allen gibt an, dass er auf 25° 3‘ nördlicher Breite und 167 40‘ westlicher Länge eine Insel  und auf der Breite 25° 28‘ und der Länge 170° 20‘ ein sehr gefährliches Riff entdeckt habe. Beide sind auf keiner seiner Karten verzeichnet. Er gab der Insel den Namen Gardner und das Riff nannte er Maro – nach dem Namen des Schiffes und seines Eigentümers.“

Kapitänleutnant (später Admiral) der Kaiserlich Russischen Marine Friedrich Benjamin von Lütke leitete die zwölfte russische Weltumseglung vom 14. August 1826 bis 16. September 1829 mit den Korvetten Senjawin und Moller. Die Senjawin und die unter dem Kommando von Marine-Leutnant Mikhail Nikolaevich Staniukovich (Михаил Николаевич Станюкович; auch Stanyukovich, Stanjukovič, Stanikowitsch) (1786–1869) stehende Moller segelten dieselbe Route, waren jedoch nach der Umrundung von Kap Hoorn zeitweise getrennt. Lütke legte mit der Senjawin einen Zwischenstopp auf Hawaii (Big Island) ein. Unabhängig davon führte Staniukowich zeitgleich umfangreiche hydrografische Messungen im hawaiischen Archipel durch. In seinem Expeditionsbericht erwähnt Lütke die Fahrt der Moller nur in wenigen Zeilen:

„Ayant repris la mer il rangea la chaine d’îles et de récifs qui sont comme le prolongement des iles Sandwich, au NO, et decouvrit dans et espace lile Moller par 25° 46´de latitude N., et 171° 50´ de longitude O. Il reconnut ensuite les iles Necker, Gardner, Lissiansky, et découvrit, au S. S.-O. et à six milles de cette dernière Ile, un récif très-dangereux. Il reconnut aussi l’Ile de Kur, la Basse des frégates françaises, le récif Maro, celui de la Perle et de l’Hèrmes; il revint en avril au Kamtchatka.
Als er wieder in See stach, durchstreifte er die Insel- und Riffkette, die wie eine Verlängerung der Sandwichinseln [Hawaii-Archipel] im Nordwesten aussieht, und entdeckte die Moller-Insel [Laysan] im Bereich von 25° 46′ nördlicher Breite und 171° 50′ westlicher Länge. Dann identifizierte er die Necker-, Gardner- und Lissiansky-Inseln und entdeckte im SSW, sechs Meilen von dieser letzten Insel entfernt, ein sehr gefährliches Riff. Er erkannte auch die Insel Kur, die French Frigate Shoals, das Maro-Riff, das von Pearl and Hermes und kehrte im April nach Kamtschatka zurück.“

Weitere Informationen zum Maro-Riff sind in Lütkes Expeditionsbericht nicht enthalten. In Alexander Findlays Navigationshandbuch von 1870 findet sich allerdings die folgende Anmerkung:

„Capt. Stanikowitch, who explored it in 1828, found that it was 8 leagues in circumference, and that it was visible from the deck of his vessel at 6 miles off. His Position of it is lat 25° 26' N. 171° 49' E.
Kapitän Stanikowitch, der es [das Maro-Riff] 1828 erkundete, fand heraus, dass es einen Umfang von 15 Kilometern hatte und vom Deck seines Schiffes aus 11 Kilometern Entfernung sichtbar war. Seine Position ist 25° 26' Nord 171° 49' Ost.“

Die Briggs Porpoise, Oregon und Flying-Fish der United States Exploring Expedition (US Ex. Ex.) der US Navy von 1838 bis 1842 hatten den Auftrag, die nordwestlichen Hawaii-Inseln zu erkunden und anschließend nach Japan weiterzusegeln. Die Schiffe passierten die Neckerinsel und die French Frigate Shoals und erreichten am 7. Dezember 1841 das Maro-Riff. Sie segelten im sicheren Abstand von 4 Meilen (7,5 Kilometer) an der Gefahrenstelle vorbei und Kapitän Cadwalader Ringgold von der Porpoise ermittelte die nautische Position.
Vom 26. April bis 7. August 1859 suchte die unter der Flagge Hawaiis segelnde Bark Gambia, Kapitän Brooks, einige der nordwestlichen Hawaii-Inseln für die Robbenjagd und zur Guano-Exploration auf und passierte dabei auch das Maro-Riff.

„Maro Reef in lat. 25° 30ʼ N, long 170° 31ʼ W, is from 35 to 40 miles in circuit; it is low and covered with breakers; on a clear day it may be seen from aloft at a distance of 5 miles. It comprises numerous little, detached patches of coral and sand. There is no land or rock above water; the depth is about one farthom. The breakers are very light, beeing scarcely distinguishable from sea caps. This, of course, calls for great caution in approaching the reef. No less than four positions are assigned this reef by "Bowditch". The shoal is nearly encircled by a bank with from 10 to 20 farthoms water as you recede from the reef. This bank is open to the westward, where there is good anchorage.
Das Maro-Riff liegt auf 25° 30ʼ N und 170° 31ʼ W und hat einen Umfang von 65 bis 75 Kilometern. Es ist niedrig und wird von der Brandung verdeckt. Von oben kann man es an einem klaren Tag aus einer Entfernung von 9 Kilometern sehen. Es besteht aus zahlreichen kleinen, voneinander getrennten Korallen- und Sandflecken. Es gibt kein Land und keinen Felsen über dem Wasserspiegel. Die Tiefe beträgt etwa zwei Meter. Die Brandung ist gering und lässt sich kaum von den Wellenkämmen unterscheiden. Dies erfordert sicherlich größte Vorsicht bei der Annäherung an das Riff. Nicht weniger als vier Positionen werden diesem Riff vom „Bowditch“ [gemeint ist: Nathaniel Bowditch: The new American practical navigator] zugewiesen. Die Untiefe ist fast vollständig von einer Bank umgeben, die 18 bis 35 Meter Wassertiefe aufweist, wenn man sich vom Riff entfernt. Diese Bank ist nach Westen hin offen, wo es gute Ankerplätze gibt.“

1859 entsandte die US Navy die Sloop USS Fenimore Cooper zu einer Erkundungsmission zu den nordwestlichen Hawaii-Inseln, um die genauen Koordinaten der Inseln, Atolle und Riffe sowie die Gefahren für die Schifffahrt zu ermitteln. Die Fenimore Cooper erreichte das Maro-Riff im Januar 1859. Kapitän John M. Brook schrieb, das Riff sei sehr gefährlich, niedrig und von Brechern bedeckt („Maro Reef is very dangerous – low and covered with breakers“). In der Folge wurde die Liste der Navigationshindernisse berichtigt. Die Messungen von Leutnant Brook waren auch die Grundlage einer neu herausgegebenen Karte der nordwestlichen Hawaii-Inseln.
Die erste multidisziplinäre Forschungsreise zu den nordwestlichen Hawaii-Inseln war die sogenannte Tanager-Expedition der Smithsonian Institution mit dem Minensuchboot USS Tanager (AM-385), das die US Navy zur Verfügung gestellt hatte. Auf dem Weg von den French Frigate Shoals nach Laysan passierte die Tanager am 7. April 1923 das Maro-Riff in sicherer Entfernung an Steuerbord. Die Gischt der brechenden Wellen war von Deck aus deutlich auszumachen. Eine nähere Untersuchung des Riffes erfolgte nicht.

## Havarien
Die frühen Entdecker wiesen unisono auf die Gefährlichkeit des Maro-Riffes hin. Das unter dem Meeresspiegel liegende Navigationshindernis wurde mehreren Schiffen zum Verhängnis, insbesondere weil die Position in den Navigationshandbüchern des 19. und frühen 20. Jahrhunderts unterschiedlich angegeben war. Der US Coast Pilot, ein verbreitetes Navigationshandbuch, warnt heute noch eindringlich vor den Gefahren: „Alle Manöver in der Nähe des Brandungsbereichs müssen mit äußerster Vorsicht und bei Tageslicht durchgeführt werden, sodass Untiefen erkannt und vermieden werden können.“ (All maneuvering in the vicinity of the broken area must be done with extreme caution and with light such that shoal spots can be seen and avoided). Die meisten Schiffe umfahren das gefährliche Seegebiet weiträumig. Dennoch gab es Havarien bis in die Neuzeit.

### Huntress
Die Bark Huntress aus San Francisco, unterwegs nach Hongkong, lief in der Nacht zum 20. Mai 1852 auf das Maro-Riff auf. Die Ursache für die Havarie war, dass die Seekarte, die Kapitän Soule benutzt hatte, eine Abweichung von 18 Seemeilen (33 km) zur tatsächlichen Position des Riffes aufwies. Bis zum Morgen lief das Schiff voll Wasser, aber brach erst nach vier Tagen auseinander. Das verschaffte der Mannschaft Zeit, drei Beiboote herzurichten, um damit eine der bewohnten Hawaii-Inseln zu erreichen. Aber wegen widriger Winde entschloss sich der Kapitän, nach Guam zu segeln. In der Nacht zum 25. Juni 1852 verlor eines der Boote den Anschluss und wurde nie wieder gesehen. Nach weiteren 14 Tagen auf See begegneten die zwei Boote dem Schiff Gentoo aus San Francisco, das die Männer aufnahm und nach Manila brachte.

### O.M. Kellog
Der Schoner O.M. Kellog war auf der Fahrt von Samoa nach San Francisco, als er in der Nacht zum 15. September 1915 in einem Sturm auf das Maro-Riff auflief. Das Schiff war ein Totalverlust, sodass sich Kapitän Charles A. Lunn, seine Frau und die siebenköpfige Mannschaft am 26. September 1915 im Beiboot auf den Weg zur unbewohnten Insel Laysan machten, die sie zwei Tage später erreichten. Dort trafen sie auf Max Schlemmer, den „König von Laysan“ (siehe Wikipedia → Laysan), der kurz zuvor mit seinem Sohn Eric und einem Matrosen angekommen war. Als sie dabei waren, ein Camp aufzubauen, sahen sie das Boot mit den Schiffbrüchigen am Strand landen. Schlemmer stellte ihnen seine Sloop Helene zur Verfügung, mit der sie zu der rund 800 km im Nordwesten gelegenen, bewohnten Insel Midway segelten. Es war vereinbart, dass die Helene, beladen mit Proviant und anderen lebensnotwendigen Dingen für Schlemmer, unverzüglich nach Laysan zurückkehren sollte. Kapitän Lunn erreichte Midway am 13. Oktober 1915, doch die im Hafen liegende Helene sank in einem Sturm, sodass Max Schlemmer auf Laysan abgeschnitten war und in ernste Versorgungsschwierigkeiten geriet. Er und seine Begleiter wurden erst vier Monate später von dem Collier USS Nereus (AC-10) gerettet.:108–109

### Mission San Miguel

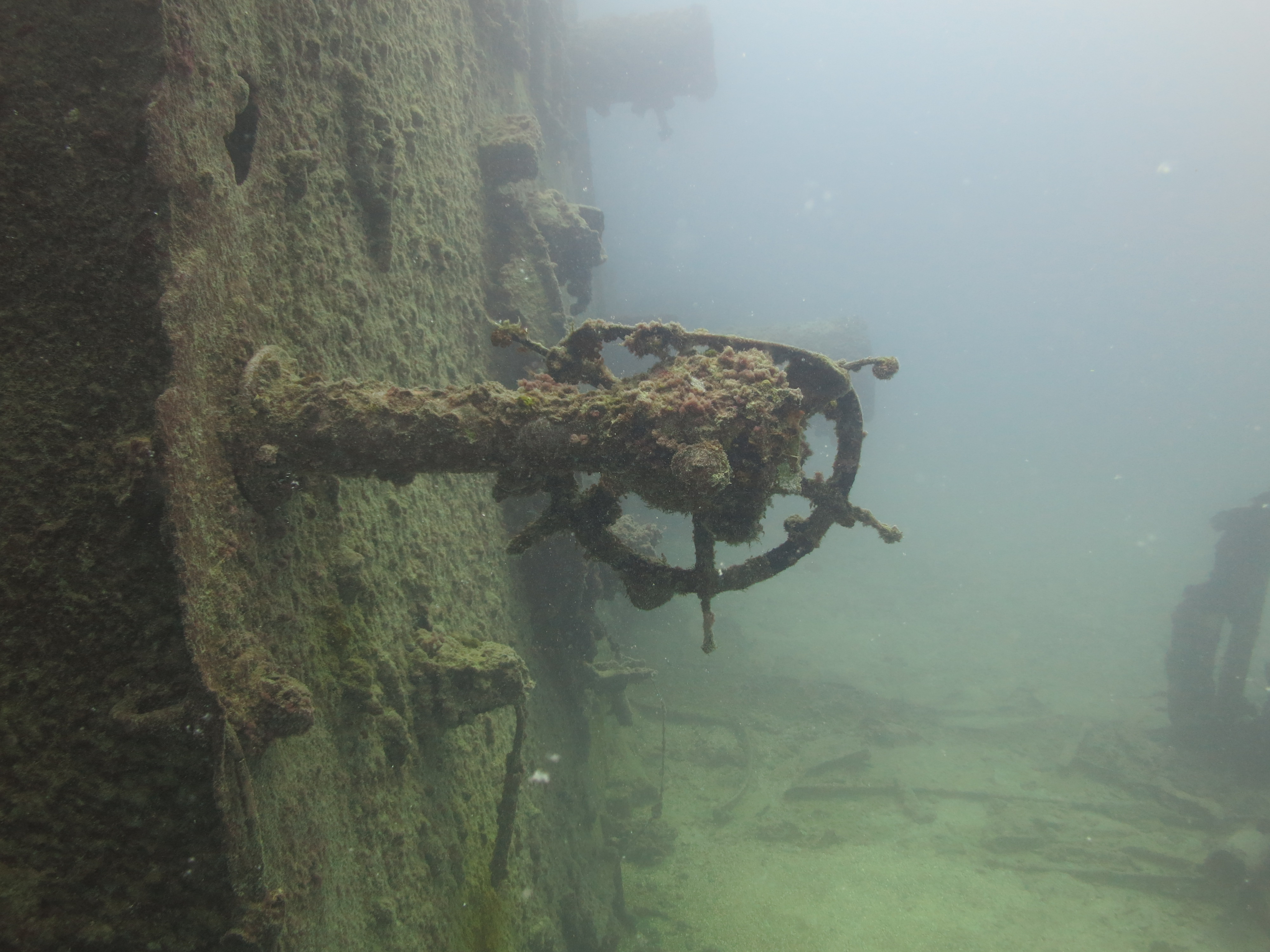
Wrack der USNS Mission San Miguel, 2015 entdeckt.

Das Tankschiff USNS Mission San Miguel (T-AO-129) des Military Sea Transportation Service war von Guam nach Seattle unterwegs. Obwohl es mit LORAN ausgerüstet war, lief das Schiff am 9. Oktober 1957 auf das Maro-Riff. Der Rumpf riss auf und Wasser drang ein. Das Rettungszentrum (Air-Sea Rescue Center) in Pearl Harbor sandte ein Flugzeug aus, um das Wrack zu lokalisieren. Die Besatzung und die Passagiere wurden am 10. Oktober 1957 von dem Tank Landing Ship (Landungsschiff zum Transport von Panzern, Artillerie und schweren Fahrzeugen) USNS LST-664 unbeschadet gerettet. Das Schiff musste aufgegeben werden. Die Mission San Miguel hatte wahrscheinlich rund 10 000 Tonnen Dieselkraftstoff an Bord. Die National Oceanic and Atmospheric Administration (NOAA) stuft das Wrack daher unter Berücksichtigung der Schadstoffmenge, der Liegezeit und des Zustandes des Rumpfes als eine erhebliche Gefahr für die Umwelt ein. Unterwasserarchäologen entdeckten die Mission San Miguel 2015 am südwestlichen Bereich des Maro-Riffs.

## Name
Der amtliche Name des Maro-Riffs ist „Maro Reef“. Auf älteren Karten findet man auch den Namen „Allans Reef“. Anlässlich einer in den letzten Jahren entstandenen Bewegung zur Erhaltung und Erneuerung traditioneller hawaiischer Kultur ist die Wiedereinführung der mündlich tradierten, „alten“ Inselnamen beabsichtigt. Für das Maro-Riff sind zwei hawaiische Namen bekannt, die als traditionell gelten: Ka Moku o Kamohoalii (Ka Moku o Kamohoali‘i) und Nalukakala.
Ka Moku o Kamohoalii heißt übersetzt: „Insel von Kamohoalii“. Kamohoalii war in der Mythologie Hawaiis ein Haifischgott, einer der Brüder der Vulkangöttin Pele. Er war der Navigator Peles während ihrer sagenhaften Reise zur Hauptinsel Hawaii. Die Legenden stufen ihn als eine Art Schutzgott ein, denn er soll die Kanus der Ureinwohner begleitet haben, damit sie sicher zu ihrer Heimatinsel gelangten.
Das Hawaiian Language Lexicon Committee (Kōmike Huaʻōlelo) der University of Hawaiʻi at Hilo erhielt 2017 den Auftrag, traditionelle Namen für die Hawaii-Inseln festzulegen. Das Komitee, bestehend aus meist älteren, hawaiianischen Muttersprachlern, wurde 1987 gegründet, um Wörter für Begriffe zu finden, die den Ureinwohnern unbekannt waren. Die Ausschussmitglieder einigten sich auf den einheimischen Namen Nalukakala für das Maro-Riff. Nalukakala heißt übersetzt etwa: „Brandung, die in Wellen ankommt“, eine treffende Beschreibung für das Maro Reef.

## Verwaltung
Am 15. Juni 2006 proklamierte Präsident George W. Bush das Northwestern Hawaiian Islands Marine National Monument, ein Schutzgebiet, das die Landflächen und das Seegebiet der nordwestlichen Hawaii-Inseln von Nihoa bis zum Pearl-und-Hermes-Atoll sowie die Midwayinseln umfasst. 2007 erhielt es den hawaiischen Namen Papahānaumokuākea Marine National Monument und steht heute in der Liste des UNESCO-Welterbes.
Das Maro-Riff gehört administrativ zur City and County of Honolulu im US-Bundesstaat Hawaii. Als Teil des Papahānaumokuākea Marine National Monuments liegt dessen Verwaltung in der Verantwortung von vier Treuhändern: dem Bundesstaat Hawaii, dem United States Fish and Wildlife Service (USFWS), der National Oceanic and Atmospheric Administration (NOAA) und dem Office of Hawaiian Affairs (OHA), einer selbstverwalteten Körperschaft des Staates Hawaii. Es gibt keinen organisierten Tauchtourismus dorthin, das Riff darf nur mit behördlicher Erlaubnis aufgesucht werden, die ausschließlich für wissenschaftliche Zwecke erteilt wird.